# پروتزدرمانی
پروتزهای دندانی یا پروستودانتیکس (به انگلیسی: Prosthodontics) یک تخصص دندان‌پزشکی است که بر پروتزهای دندانی و صورتی (پروتزهای ماگزیلوفاشیال) تمرکز دارد. این تخصص مربوط به تشخیص، برنامه‌ریزی درمانی، توانبخشی و حفظ عملکرد دهان و همچنین حفظ ظاهر، راحتی و سلامت بیمارانی که دندان از دست داده‌اند یا دارای دندان‌های ناقصی هستند با استفاده از جایگزین‌های زیست‌سازگار است.